# Мадаун
Мада́ун (эвен. Магадавен) — посёлок дорожников в Тенькинском районе Магаданской области (в 160 км от города Магадана, в 70 км от посёлка Палатка Хасынского района).
Основная версия, по которой получил своё название посёлок, это эвенское название реки Магадавен, близ которой расположен посёлок. По другой версии словом «мадаун» эвены называли палочку, которой подпирали дверь.

## История
В ноябре 1937 года в системе управления «Дорстрой» был организован Тенькинский дорожно-строительный район. В декабре группа изыскателей вышла на поиски трассы на Теньку. Мадаун раскинулся в долине Магадавена (71 км), с первых лет строительства трассы здесь размещался штаб стройки. В сентябре 1938 года с приходом этапов заключенных поселок стал расти.
Расположенный в узкой уютной долине, он и сейчас является одним из лучших на трассе. Школа, клуб, общежитие, во всех домах центральное отопление. В поселке солидный автопарк и недостроенная фабрика по производству нетоксичного прочного дацитового щебня из Арманского месторождения. Здесь, как и прежде находится дорожное управление Тенькинской трассы (ОАО «Тенькинская дорожная компания»). В разные годы дорожное управление обслуживало более 600 км, включая зимники и подъезды.
Окрестные сопки славятся жимолостью, смородиной, шиповником, брусникой. В лесах ещё немало зверя, а в реке рыбы.
Поставлен вопрос о расселении посёлка.
На 2017 год, посёлок больше не считается «лучшим на трассе». Школа закрыта, детского сада нет. Тенькинского дорожного управления больше тоже нет. Теперь его место занимает частник. Само здание управления, построенное в 30-х годах, тоже более не существует.

## Население
| 2002 | 2010 | 2012 | 2013 | 2014 | 2015 | 2020 |
| ---- | ---- | ---- | ---- | ---- | ---- | ---- |
| 308  | ↘216 | ↘195 | ↘174 | ↘153 | ↘139 | ↘79  |
| 2021 |      |      |      |      |      |      |
| ↗82  |      |      |      |      |      |      |